# De weg is de wereld
De weg is de wereld is een hoorspel van Sjoerd Leiker. De NCRV zond het uit op zondag 7 januari 1973, van 22:40 uur tot 23:12 uur. De regisseur was Johan Wolder.

## Rolbezetting
- Wim Kouwenhoven (Victor, een automobilist)
- Willy Brill (Emmy, z’n vrouw)
- Guus Hoes (Theo, een lifter)
- Mevr. J.H. Kamerbeek, Mej. N.C. Eenhorst,  Dhr. J.C.A. Siliacus & Joris Bonsang (verdere medewerkenden)

## Inhoud
Een man en een vrouw rijden door een dikke sneeuwjacht. Op de achterbank van hun auto ligt een lifter te slapen. Ze ergeren zich aan zijn nonchalante manier van leven. Ze gissen beiden naar zijn afkomst. Dan, plotseling, raken ze betrokken bij een kettingbotsing. De auto’s sneeuwen in. Op dat ogenblik stelt de man voor de lifter wakker te maken. Vanaf dat moment begint het spel spannend te worden. De jongen roept, door zijn aanwezigheid, door zijn wijze van optreden, herinneringen in hen wakker die ze trachten te verdringen…